# Eclissi solare dell'8 aprile 2024
L'eclissi solare dell'8 aprile 2024 è un evento astronomico che ha avuto luogo attorno alle ore 18:18 UTC. Avendo attraversato completamente il territorio nordamericano, l'evento è stato anche chiamato la grande eclissi nordamericana.

## Visibilità

Animazione del percorso

L'eclissi è stata visibile in una striscia d'ombra che ha attraversato il nord America e il Centro America. L'eclissi maggiore ha avuto una durata di 4 minuti e 28 secondi nei pressi di Nazas, Durango e Messico.

## Relazioni con altre eclissi
Questa eclissi è stata la prima eclissi totale visibile in Messico dall'eclissi solare dell'11 luglio 1991; la prima visibile in Canada dall'eclissi solare del 26 febbraio 1979; e la prima visibile negli Stati Uniti dall'eclissi solare del 21 agosto 2017. È stata l'unica eclissi totale visibile in tutti i tre paesi maggiori nordamericani nel XXI secolo.
Il percorso di questa eclissi ha attraversato il percorso della precedente eclissi solare totale del 21 agosto 2017, con l'intersezione dei due percorsi nel sud dell'Illinois, a Makanda, appena a sud di Carbondale. Le città di Benton, Carbondale, Chester, Harrisburg, Marion e Metropolis nell'Illinois, Cape Girardeau, Farmington e Perryville nel Missouri, nonché Paducah, nel Kentucky, si sono trovati all'interno di un'intersezione di circa 9.000 miglia quadrate (23.000 km2) dei percorsi di totalità delle eclissi del 2017 e del 2024.